# Двозубка пізня
Двозубка пізня, зміївка пізня (Cleistogenes serotina) — вид трав'янистих рослин з родини злакові (Poaceae), поширений у середній і південній Європі, західній Азії.

## Опис
Багаторічник 30–80 см заввишки. Стебло біля основи з короткими вигнутими товстуватого пагонами, покритими лускоподібний недорозвиненими листками. Нижні листки 3–7 мм шириною. Остюк нижньої квіткової луски 0.5–1.2 мм завдовжки.

## Поширення
Поширений у середній і південній Європі, західній Азії.
В Україні вид зростає на сухих б. ч. кам'янистих схилах — у гірському Криму (включаючи південний Крим), спорадично; знайдений поблизу Сімферополя і в Ленінському р-ні Керченського півострова; вказується для Кам'янець-Подільського р-ну Хмельницької обл.